# Дмитрівська ВЕС
Дмитрівська ВЕС — вітроелектростанція біля села Дмитрівка, Миколаївської області. Встановлена потужність електростанції — 35 МВт. Дмитрівська ВЕС керується компанією «Вітряний парк Очаківський», яка діє в рамках інвестиційного проєкту ТОВ «Вітряні парки України». Середньорічна генерація становить в середньому 150 млн кВт·год електроенергії щорічно (включно з генерацією Тузлівської ВЕС).

## Історія
Будівництво ВЕС здійснено у дві черги: у листопаді 2011 року було запущено 10 агрегатів Fuhrlander FL 2500—100 загальною потужністю 25 МВт, а у 2012 році — ще 4.

## Розташування
Дмитрівська ВЕС знаходиться на північному узбережжі Чорного моря, в районі Дніпровсько-Бузького лиману, на видаленні 2—3 км від лиману, вздовж Аджигольської балки, на відмітках місцевості 41,0—45,5 м над рівнем моря. Очаківське узбережжя являє собою високий мис, оточений з трьох боків водою: з південного сходу — Дніпро-Бузьким лиманом, з північного заходу — Березанською затокою. Наявність водного середовища мало велике значення при виборі місця ВЕС, бо призводить до посилення швидкостей вітру до більш високих його значень навіть на віддаленні 5—10 км від берега.